# Высшее образование в Нидерландах
Высшее образование в Нидерландах — первый в стране университет был учрежден в 1575 году в городе Лейдене.
Ежегодно 700 тысяч студентов получают образование в Нидерландах. 13 % из них составляют иностранцы.
В голландских вузах представлено около 2,1 тысячи образовательных программ на английском языке. Для бакалавриата, в среднем, требования к баллам следующие: TOEFL 80, IELTS 6; для магистратуры: TOEFL 88, IELTS 6.5. При этом, при многих университетах можно пройти годовое обучение на подготовительных языковых курсах.
Университеты в Нидерландах взимают плату за обучение со всех студентов. Для студентов из Нидерландов, ЕС, ЕЭЗ и Суринама все университеты взимают установленную законом плату за обучение или около 2200 евро в год. Для иностранных студентов из-за пределов Европы плата может варьироваться в зависимости от программы и университета и обычно составляет от 6 000 до 20 000 евро в год.

## Рейтинги вузов
Согласно рейтингу QS World University Rankings 2015/2016 года, 13 голландских университетов входит в топ 300 лучших вузов, 5 из которых также входит в топ 100.
Учебные заведения, которые предлагают диплом о высшем образовании, делятся на два типа: research universities, где основной упор делается на научно-исследовательскую работу, и universities of applied sciences («hogescholen»), где обучают «прикладным» профессиям.
Система образования в Голландии является трехступенчатой:
- бакалавриат (4 года в вузах прикладных наук, 3 года в научно-исследовательских вузах),
- магистратура (1-2 года),
- PhD (4 года).